# Хукс, Джен
Дженис «Джен» Хукс (англ. Janice "Jan" Hooks; 23 апреля 1957, Декейтер, Джорджия — 9 октября 2014, Вудсток, Нью-Йорк) — американская актриса. Наиболее известна ролями в скетч-комедии «Субботним вечером в прямом эфире» и по роли Катрин Доббер в ситкоме «Создавая женщину».

## Биография
Джен Хукс родилась и выросла в Декейтере, Джорджия. Начала свою карьеру в качестве члена комедийной труппы «The Groundlings». В 1978—1979 годах Хукс появилась в шоу Теда Тёрнера «Билл Туш». В начале 1980-х стала сниматься в комедийном сериале «Необязательные новости».
В 1986 году продюсер Лорн Майкл заключил контракт с Хукс на съёмки в шоу «Субботним вечером в прямом эфире». Её партнёрами были Дэн Кэри, Эдвард Фил Хартман и многие другие. Хукс спародировала таких известных людей, как Бетт Дейвис, Энн-Маргрет, Бетти Форд, Нэнси Рейган, Шинейд О’Коннор, Джоди Фостер, Тэмми Фэй Месснер, Кэти Ли Гиффорд, Диана Сойер и Хиллари Клинтон.
В 1991 году Хукс присоединилась к актёрскому составу телесериала «Создавая женщину», сыграв в двух последних сезонах шоу. Позже она сыграла главную роль в фильме «Джимини Глик в Ля-ля-вуде» и второстепенную роль Вики Дубчек в ситкоме «Третья планета от Солнца».
Джен Хукс озвучивала эпизод «Футурамы». В 1985 году сыграла в фильме «Большое приключение Пи-Ви». В 1992 году появилась в камео роли в фильме «Бэтмен возвращается». В 2010 году была приглашённой звездой в комедийном сериале «Студия 30».
В феврале 2009 года у Хукс диагностировали лейкемию, и после нескольких месяцев лечения у неё наступила ремиссия. В апреле 2014 года у актрисы обнаружила опухоль в горле и она проходила лечение в Мемориальном онкологическом центре имени Слоуна — Кеттеринга в Нью-Йорке. Однако опухоль не поддавалась химиотерапии и продолжала расти. Врачи сообщили, что единственным вариантом лечения является тотальная ларингэктомия, от которой Хукс отказался. В последующее время актриса проходила лечение в хосписе, а её способность говорить, есть и дышать стала постепенно снижаться. 9 октября 2014 года Джен Хукс умерла от рака гортани в Вудстоке, штат Нью-Йорк, в возрасте 57 лет. Актриса похоронена на кладбище Нортвью в Сидартауне, штат Джорджия.

## Фильмография
| Год       |     | Русское название                 | Оригинальное название    | Роль                  |
| --------- | --- | -------------------------------- | ------------------------ | --------------------- |
| 1985      | ф   | Большое приключение Пи-Ви        | Pee-wee's Big Adventure  | Тина                  |
| 1986      | ф   | Дикие коты                       | Wildcats                 | Стефани               |
| 1987      | ф   | Веселая страна                   | Shelly Willingham        | Шелли                 |
| 1992      | ф   | Бэтмен возвращается              | Batman Returns           | Джен                  |
| 1993      | ф   | Яйцеголовые                      | Coneheads                | Гледис Джонсон        |
| 1993      | ф   | Опасная женщина                  | A Dangerous Woman        | Визажистка            |
| 1998      | ф   | Саймон Бирч                      | Simon Birch              | Мисс Ливи             |
| 2004      | ф   | Джимини Глик в Ля-ля-вуде        | Jiminy Glick in Lalawood | Дикси Глик            |
| 1980      | тш  | Шоу Билла Таша                   | The Bill Tush Show       | Различные персонажи   |
| 1980      | тф  | Прайм Таймс                      | Prime Times              | Различные персонажи   |
| 1983—1984 | тш  | Необязательные новости           | Not Necessarily the News | Различные персонажи   |
| 1983      | тш  | 1/2 часовая комедия              | The 1/2 Hour Comedy Hour | Различные персонажи   |
| 1984      | тш  | Спецвыпуск Джо Пископо           | The Joe Piscopo Special  | Различные персонажи   |
| 1985      | тш  | Комедийный разрыв                | Comedy Break             | Различные персонажи   |
| 1986—1994 | тш  | Субботним вечером в прямом эфире | Saturday Night Live      | Различные персонажи   |
| 1989      | с   | Дорогой Джон                     | Dear John                | Сьюзан                |
| 1991—1993 | с   | Создавая женщину                 | Designing Women          | Карлин Фрейзер Доббер |
| 1992      | тмф | Возвращение Фрости               | Frosty Returns           | Лил                   |
| 1994      | тш  | Шоу Мартина Шорта                | The Martin Short Show    | Мег Харпер-Шорт       |
| 1996      | тш  | Шоу Дана Керви                   | The Dana Carvey Show     | Кэти Ли Гиффорд       |
| 1996—2000 | с   | Третья планета от Солнца         | 3rd Rock from the Sun    | Вики Дубчек           |
| 1997      | с   | Хиллер и Дилер                   | Hiller and Diller        | Кейт                  |
| 1997—2002 | мс  | Симпсоны                         | The Simpsons             | Манджула              |
| 2001—2002 | тш  | Глик в прямом эфире              | Primetime Glick          | Дикси Глик            |
| 2001      | с   | Провиденс                        | Providence               | Дорин Данфи           |
| 2001      | мс  | Футурама                         | Futurama                 | Энджелин              |
| 2004      | мс  | Конец игры                       | Game Over                | Надин                 |
| 2010      | с   | Студия 30                        | 30 Rock                  | Верна Марони          |
| 2013      | мс  | Шоу Кливленда                    | The Cleveland Show       | Мисси Келлог          |
| 2014      | с   | Рыбология                        | Fish Hooks               | Саванна Салмонс       |

## Номинации
- 1990 — номинация на премию «American Comedy Awards» в категории «Самая смешная исполнительница второго плана в телесериале» («Субботним вечером в прямом эфире»).
- 1998 — номинация на Прайм-таймовую премию «Эмми» в категории «Лучшая приглашённая актриса в комедийном телесериале» («Третья планета от Солнца»).